# Ceinture de sécurité

Image d'une ceinture de sécurité 3 points.

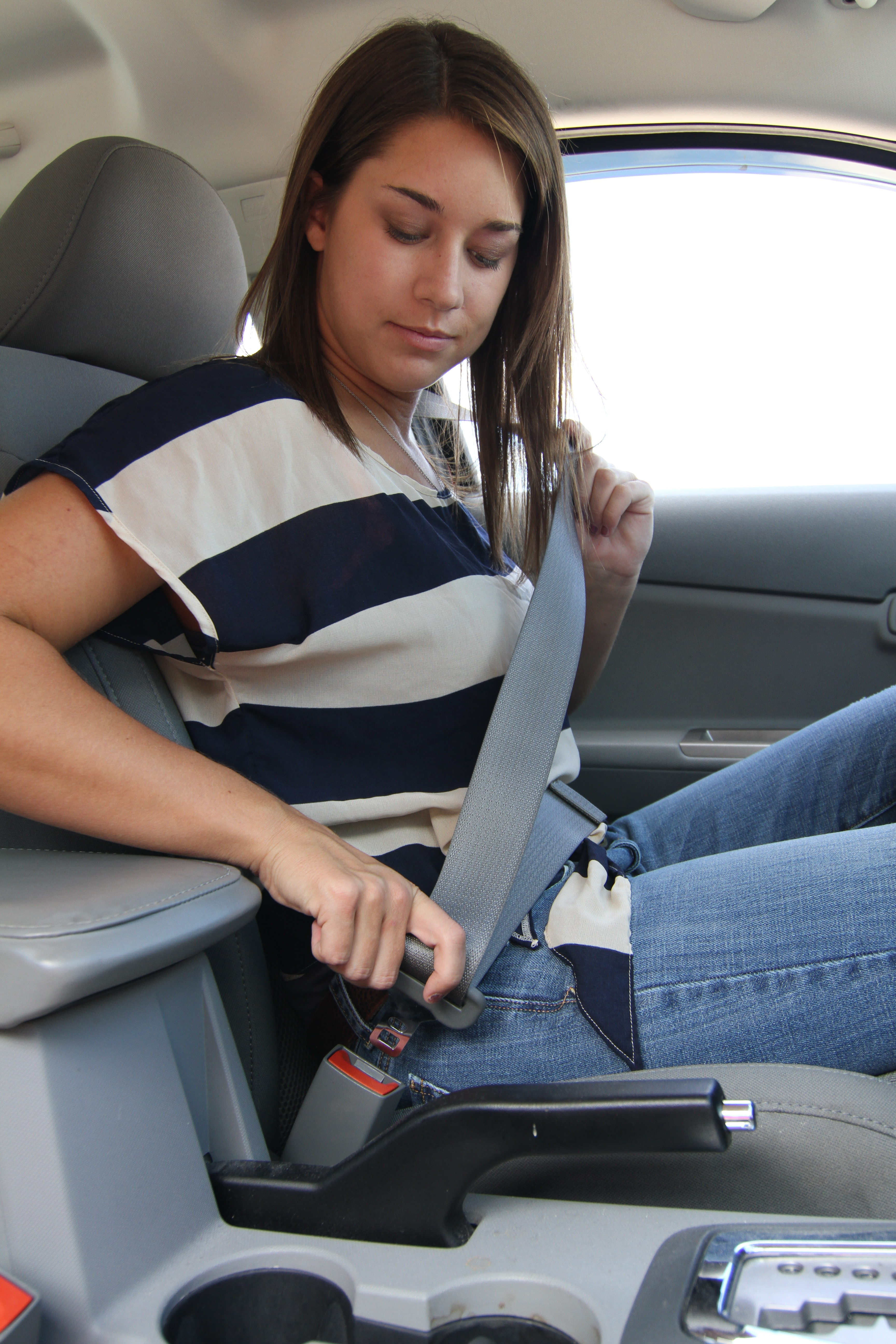
La ceinture de sécurité se boucle comme sur la photo, en enfichant la partie métallique dans l'attache rouge

La ceinture de sécurité est un dispositif de sécurité permettant de limiter les mouvements incontrôlables des passagers d'un véhicule, lors d'un choc. Ainsi, la ceinture absorbe une partie de l'inertie des occupants d'un véhicule en mouvement décélérant brutalement lors d'un choc et aide les occupants à rester en place pour leur éviter d'être projetés contre des obstacles.

## Utilisations

### Utilisation pratique
Dans l'idéal pour le confort, la bande doit se positionner à plat en prenant appui sur le squelette du passager, notamment les crêtes iliaques du bassin, le torse et la clavicule de l'épaule, plutôt que sur ses parties molles, comme l'abdomen.
Pour des raisons de sécurité, la sangle de la ceinture de sécurité doit, en partie haute, être placée à mi-épaule pour bien retenir le thorax. En partie basse, elle doit reposer sur les ailes du bassin.
Pour les femmes enceintes, la ceinture ne doit pas être positionnée sur l'abdomen.
Les enfants doivent impérativement être installés dans des sièges-auto adaptés à leur morphologie.

### Véhicules équipés
De nombreux véhicules notamment de particuliers transportant des personnes peuvent ou doivent être équipés de ceintures de sécurité, lorsqu'un choc éventuel peut être dangereux.
Les législation et règlements locaux rendent la présence et le port de ceinture obligatoire dans certains pays ou conseillée lors de voyage à l'étranger.

Éléments d'une ceinture dans une voiture grand public
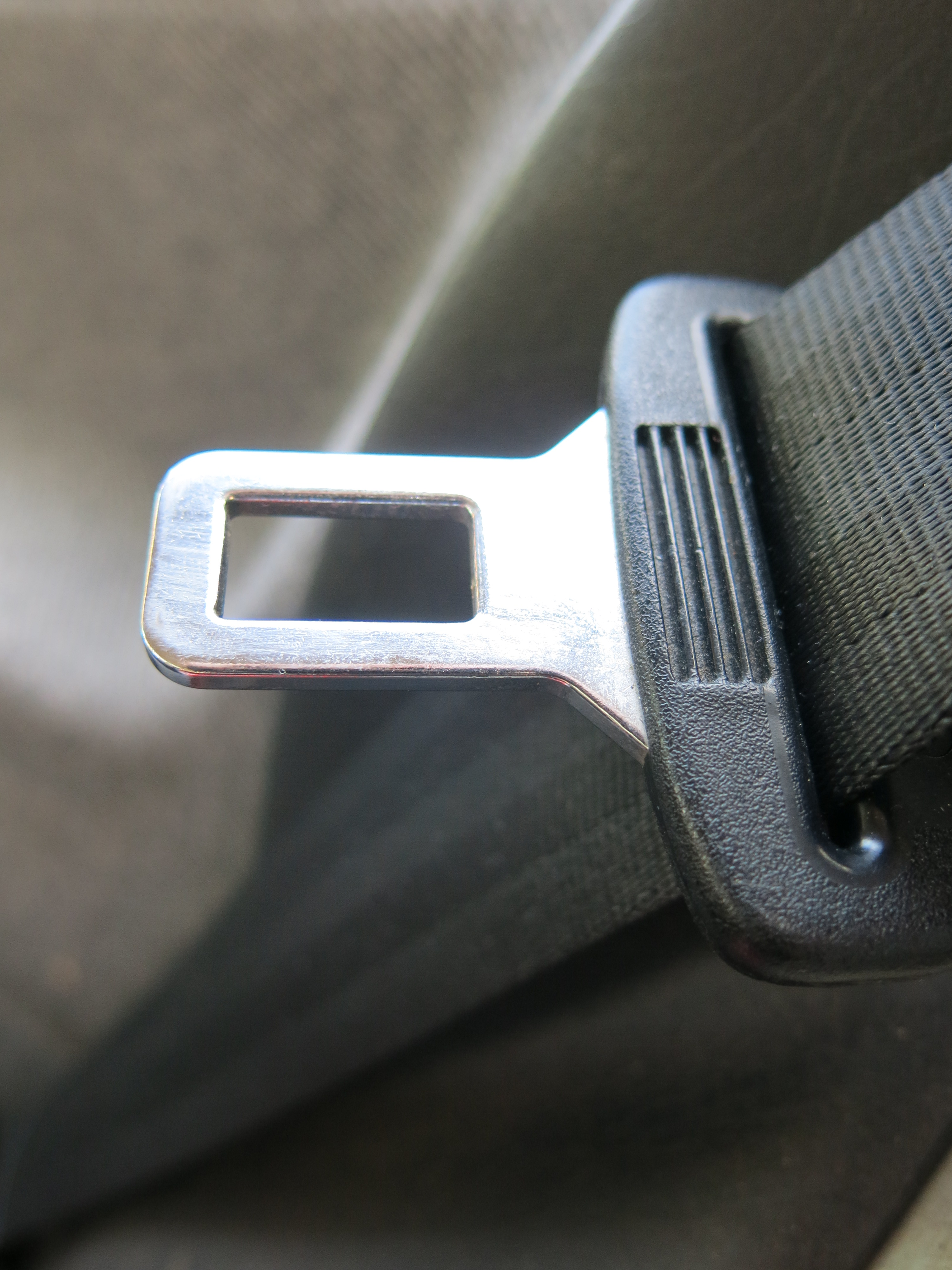
Languette métallique
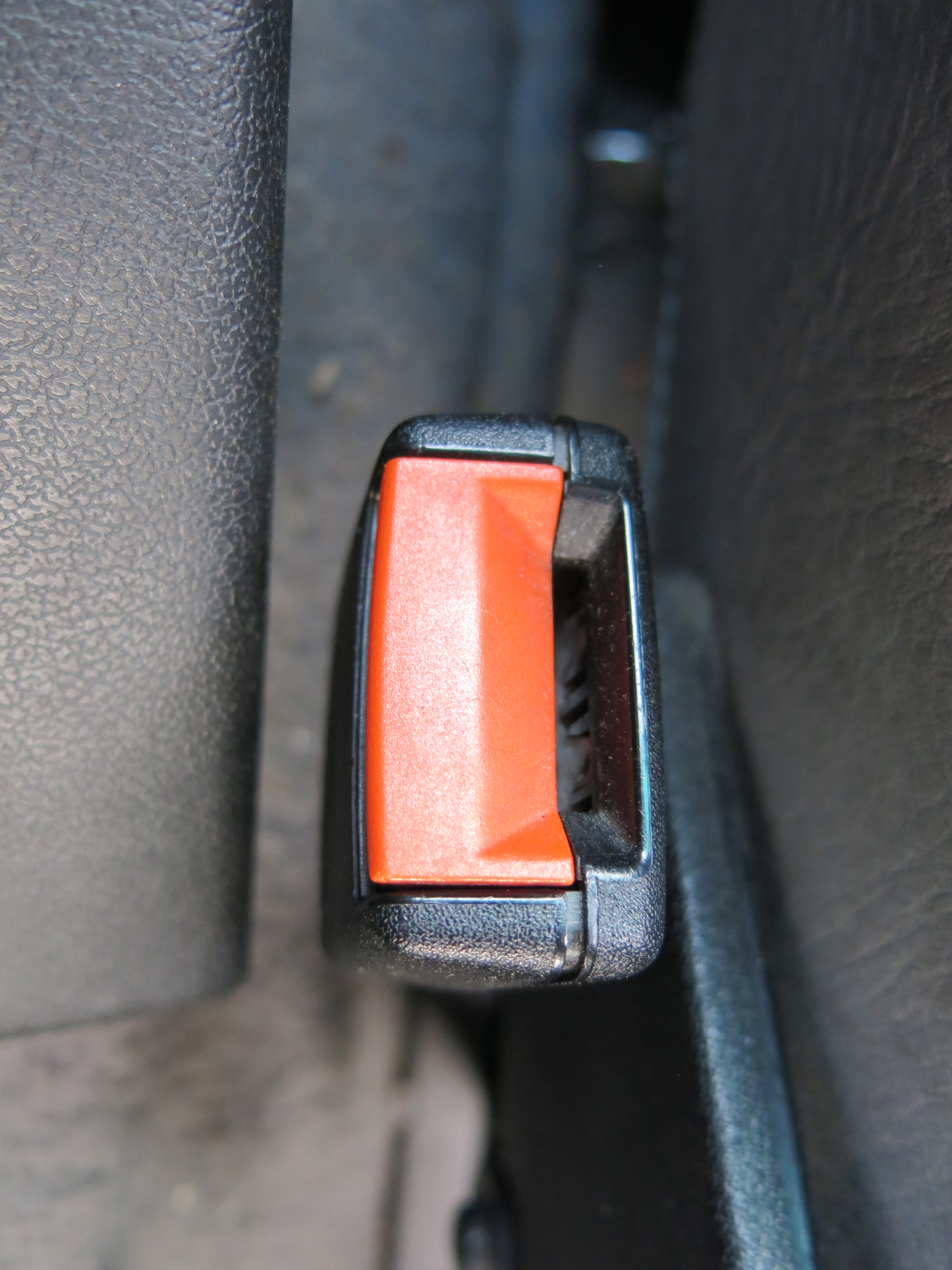
Le mécanisme de relâche de l’attache
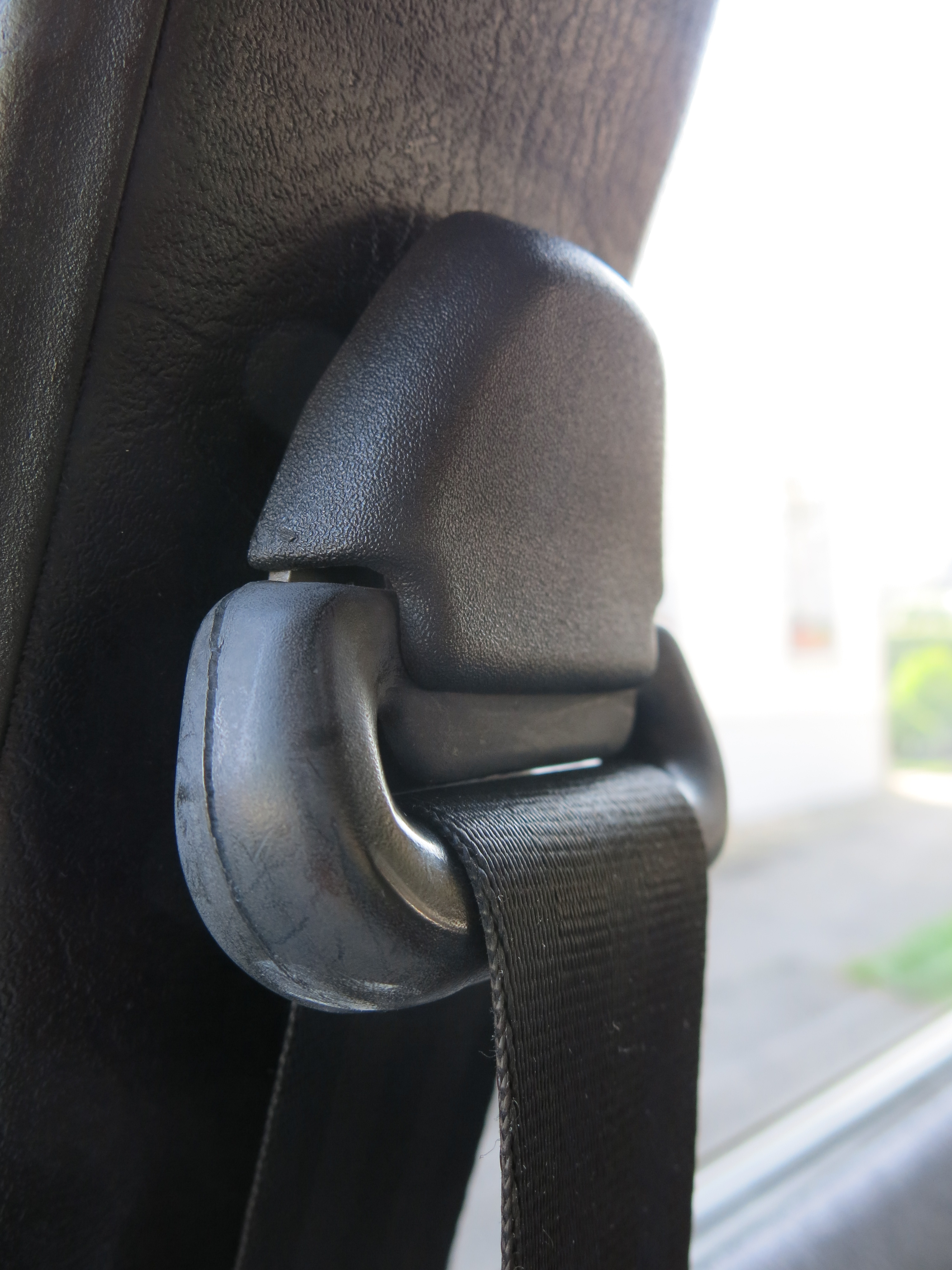
Point d'ancrage haut

Pour les véhicules routiers :
- automobiles à porter constamment dans tous les véhicules en mouvement ;
- autocars, en cas de vitesse importante sur une route nationale ou autoroute. En Europe, les nouveaux modèles roulant sur voie publique sont obligatoirement équipés[3] mais certains bus circulant à faible vitesse en milieu urbain peuvent dans certains pays encore permettre une station debout ;
- camions, systématiquement aussi en mouvement; (L'obligation d’équipement des poids-lourds en ceintures de sécurité n'est systématique que depuis 1999 en France[4])

Dans les engins non routiers:
- avions, la ceinture d'avion d'un fonctionnement différent de la voiture automobile est à attacher obligatoirement lors des phases de décollage, fortes turbulences et atterrissage ;
- manèges, attractions et montagnes russes, dans certains cas pour renforcer les harnais ou barres de maintien (bien que de vertigineux toboggans aquatiques soient dans de simples bûches, canots ou bouées sans ceinture).

### Véhicules non équipés
L'exception notable sont les deux-roues du fait de son absence de carrosserie et surtout de toit. Il existe toutefois des scooters disposant d'arceaux de sécurité formant une zone de sûreté pour le conducteur (BMW C1). Par ailleurs, les passagers de deux roues, en particulier les enfants, peuvent être attachés par une ceinture pour éviter les chutes en absence de choc.
Plusieurs transports relativement surs ne nécessitent pas de ceinture, permettant d'assurer une circulation facile et libre des passagers, ou dans des configurations nécessitant même que les passagers restent debout en cas d'affluence, tels que :
- Certains transports ferroviaires (train et TGV) ;
- Certains transports en commun (métro, tramway, autobus) Toutefois, en Europe, les nouveaux modèles d'autobus roulant sur voie publique sont théoriquement obligatoirement équipés, sauf exception[3], mais des dérogations existent en agglomération, pour les conducteurs et passagers des véhicules des services publics contraints par nécessité de service de s'arrêter fréquemment[5].
- Certains transports maritimes (ferry, bateau) ;
- Autres transports comme l'ascenseur, le téléphérique, le funiculaire.

Le risque de blessure est quasi nul pour tous les transports guidés et programmés, tels qu'un ascenseur, téléphérique ou funiculaire. Il est conseillé aux passagers en position debout de se tenir pour ne pas risquer d'être projetés vers l'avant en cas de freinage brutal ou virages serrés sur des aiguillages dans un autobus, métro, train ou TGV, voire bateau lors de fortes vagues.

### Autobus et autocars
Pour un autobus, le risque de collision et blessures est en effet moins important, dû à la vitesse en moyenne plus faible, les accidents plus rares dus à l'habitude du conducteur professionnel et la taille plus grande du véhicule absorbant un choc éventuel.[réf. nécessaire]

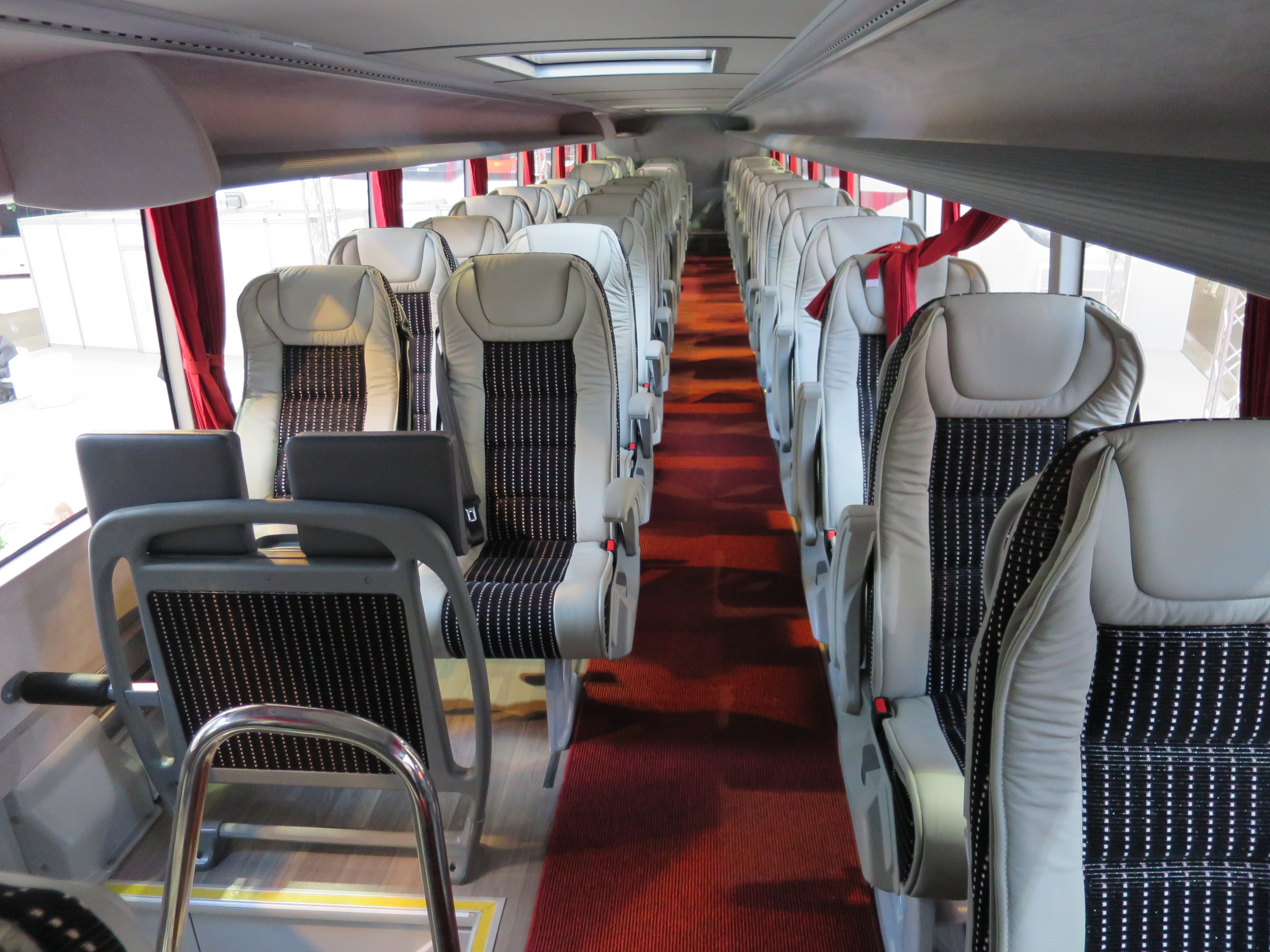
attaches de ceinture de sécurité dans un autocar

Pour le BEA-TT, la gravité des blessures constatées dans les accidents d'autocars est due au non-port de la ceinture de sécurité, dans des accidents comme les accidents de Porte-Puymorens, Quimper, Sausheim, Einville-au-Jard, Montflovin, Charolles, Manciet, Chantemerle-les-Blés,

« Le BEA-TT relève, suite aux enquêtes menées dans le cadre d’accidents de véhicules de transport en commun, que les passagers qui n’ont pas attaché leur ceinture de sécurité sont systématiquement blessés, souvent gravement, et parfois décèdent malheureusement »

— BEA-TT,
La majorité des autobus et des autocars mondiaux ne sont pas équipés de ceinture de sécurité.
Lorsque des ceintures sont présentes elles sont souvent conçues pour des adultes, mais n'étant pas adaptées aux enfants elles peuvent leur causer des blessures graves et même des tués, lors d'un accident routier. Pour éviter cela lors des rollovers (renversements) et collisions frontales, les règlements de la CEE-ONU préconisent l'utilisation de sièges enfant intégrés spécifiques avec des ceintures adaptées pour les enfants dans les autobus et les autocars. Ce nouveau règlement reprend les principes du règlement 129 entré en vigueur en juillet 2013. 
Cela doit permettre d'utiliser des positions assises équipées de ceintures trois points ou de fixations ISOFIX.

### Rappels de ceinture

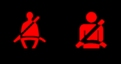
Rappels de ceinture : ce sont des voyants d'alerte sur le tableau de bord d'une voiture. Ils s'allument lorsqu'un passager est présent sur le siège correspondant et qu'il oublie d'attacher sa ceinture.

Certaines voitures modernes sont équipées d'un avertisseur sonore et visuel pour signaler le non-attachement d'une ceinture. En particulier sur les nouveaux véhicules répondant au règlement CEE-ONU no 16, toutes les places assises des véhicules des catégories M1 et N1 doivent être équipées d'un témoin de port de ceinture. Cette fonction est dénommée « rappel de bouclage de ceinture de sécurité » (SBR) chez Euro NCAP. L'avertisseur sonore du non-port de ceinture émet une série de bips qui provoquent la gêne auditive des occupants du véhicule s'ils n'ont pas pensé à attacher leur ceinture avant de démarrer le véhicule, et tant qu'ils n'ont pas bouclé leur ceinture de sécurité dans le cas contraire. Cet avertisseur ne doit pas pouvoir être aisément désactivable, et une désactivation définitive ne doit pas être possible. Des points supplémentaires sont donnés par EuroNCAP aux véhicules équipés de cette fonctionnalité.

## Nombre de lanières de maintien
La ceinture est enroulée à l'intérieur d'un petit boitier cylindrique à cliquet par un ressort de faible tension. Ce petit boitier est souvent masqué par esthétique et rationalité soit sous le siège, soit au-dessus du siège dans la carrosserie. L'attache est à son extrémité. Les vis de fixation sont généralement de diamètre 11 mm avec un pas de 1,25 mm.
L'utilisateur déroule la ceinture qui le soutient au siège en s'accolant à une partie de son corps et enclenche l'accroche de verrouillage dans le cliquet de réception.
La ceinture peut être plus ou moins sophistiquée et élaborée selon son nombre de lanières de maintien de sécurité :
- 2 points d'attache : la sangle part d'un côté bas pour s'enclencher de l'autre côté bas, fixée de chaque côté du bassin. Cette configuration est commune pour les passagers du milieu d'un grand véhicule à 3 places ou plus par rangée, sur les sièges d'avion, sur les places de car côté couloir et dans les attractions et chariots de montagnes russes. Dans le règlement 16 CEE-ONU elle est dénommée « ceinture abdominale » et correspond à un marquage par la lettre « B »[9]
- 3 points d'attache : la sangle part côté carrosserie au-dessus de l'épaule de l'occupant, s'accole en diagonale à sa poitrine (partie qui le maintiendra) et qu'il fixe au niveau assise du côté intérieur au véhicule. Ce genre de ceinture est le plus usuel dans les voitures à 4 passagers. Dans le règlement 16 CEE-ONU elle est dénommée « ceinture trois points » vu qu'elle combine une partie diagonale et une partie abdominale et correspond à un marquage par la lettre « A »[9].
- 4 points d'attache : il s'agit d'un harnais complet ceinturant les deux épaules, le thorax et le bassin, utilisé en compétition automobile et sur certains engins aériens, tels que planeur et a fortiori avion de chasse et/ou effectuant des loopings.
- 5 points d'attache, sur les sièges automobile adaptés aux enfants, le cinquième point étant entre les jambes. Dans le règlement 16 CEE-ONU elle est dénommée « ceinture harnais » et correspond à un marquage par la lettre « S » (pour « Spécial »)[9].
- 6 points d'attache, devenue populaire en NASCAR après la mort de Dale Earnhardt, qui portait un harnais à cinq points lors de son accident mortel ; puisqu'on a d'abord pensé que sa ceinture s'était cassée et qu'il s'était brisé le cou à l'impact, certaines équipes ont commandé un harnais à six points en réponse[11].

Types de ceintures
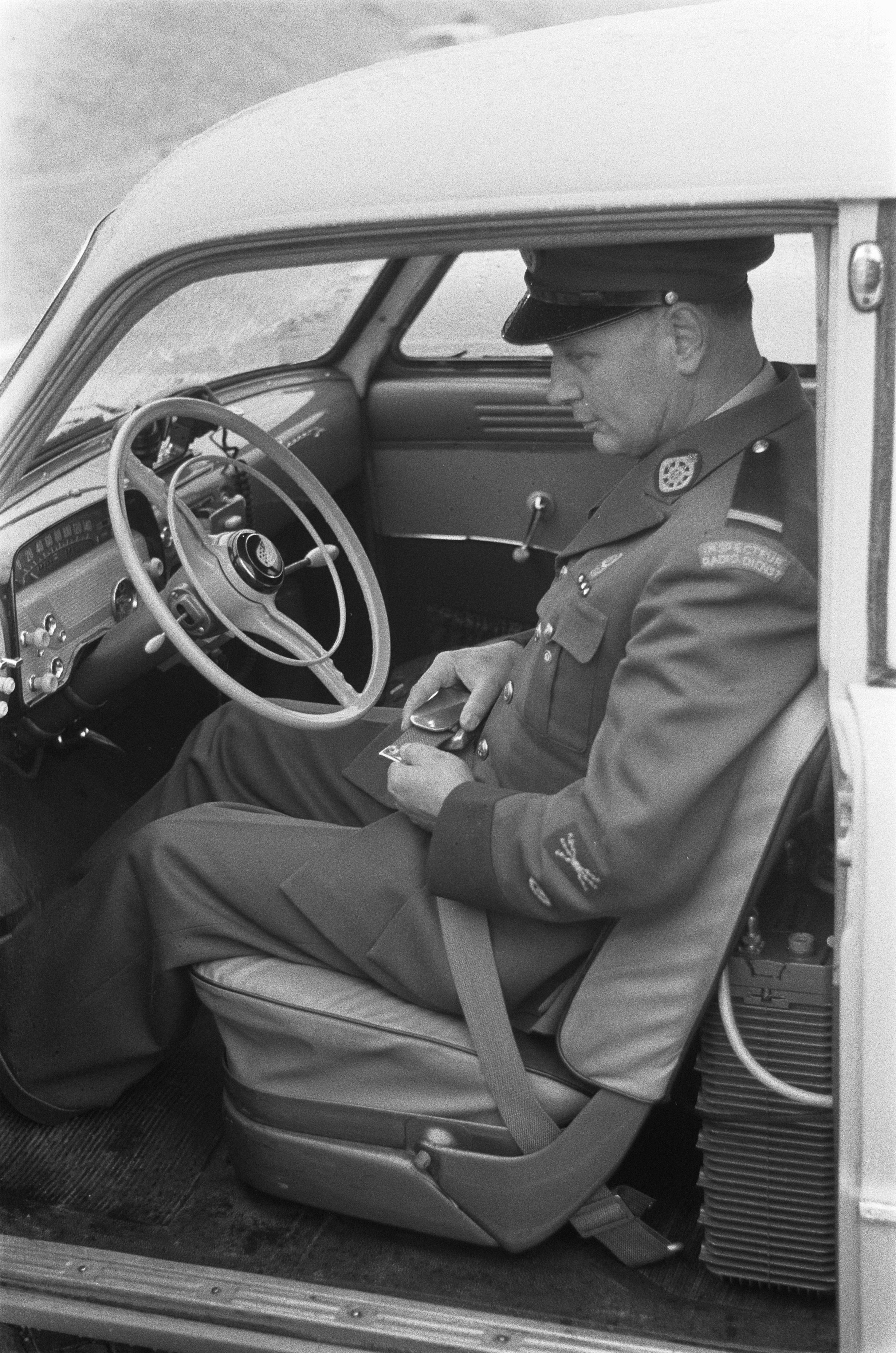
Une ceinture de sécurité en 1960.
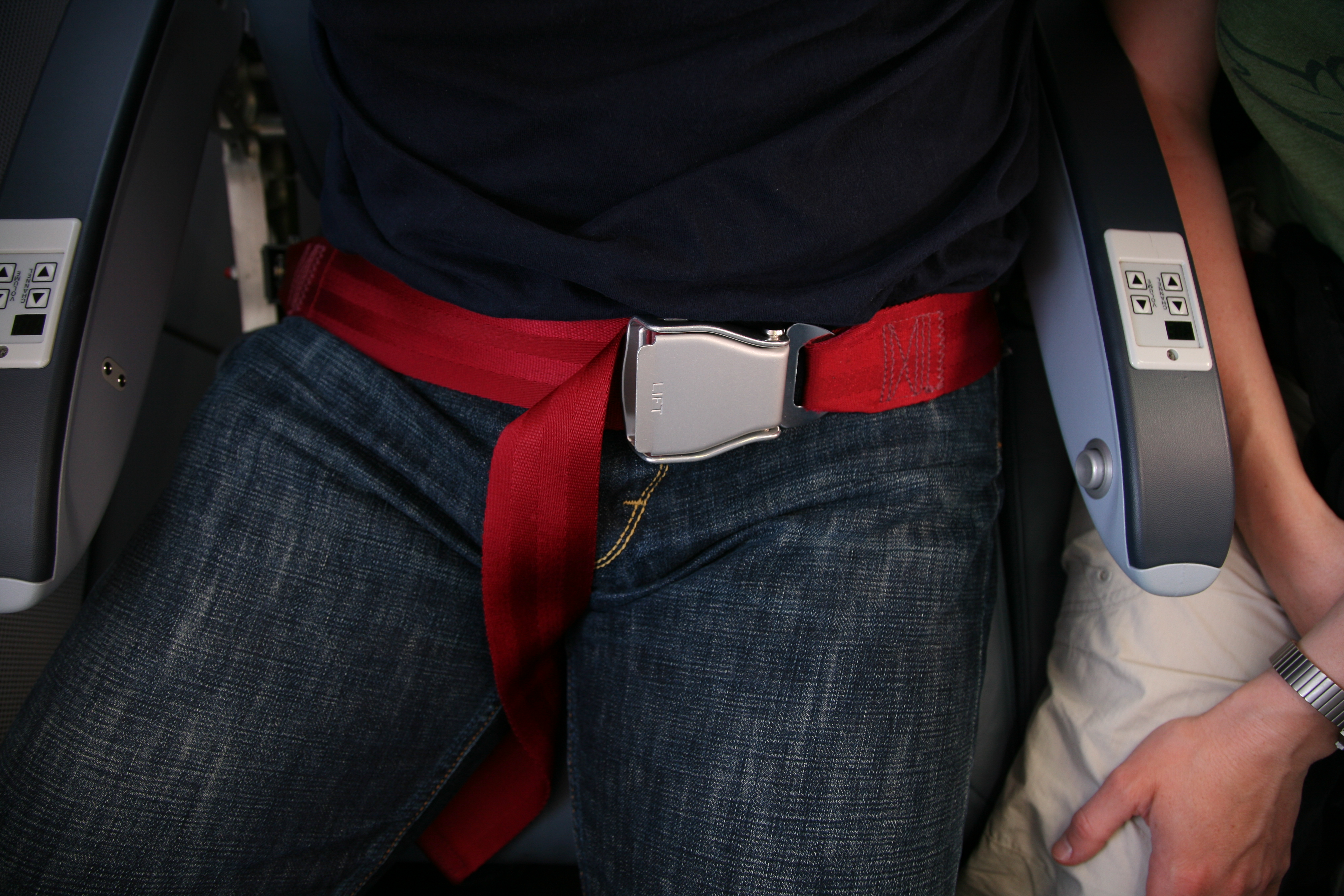
Ceinture 2-points telle que sur les sièges d'avions.
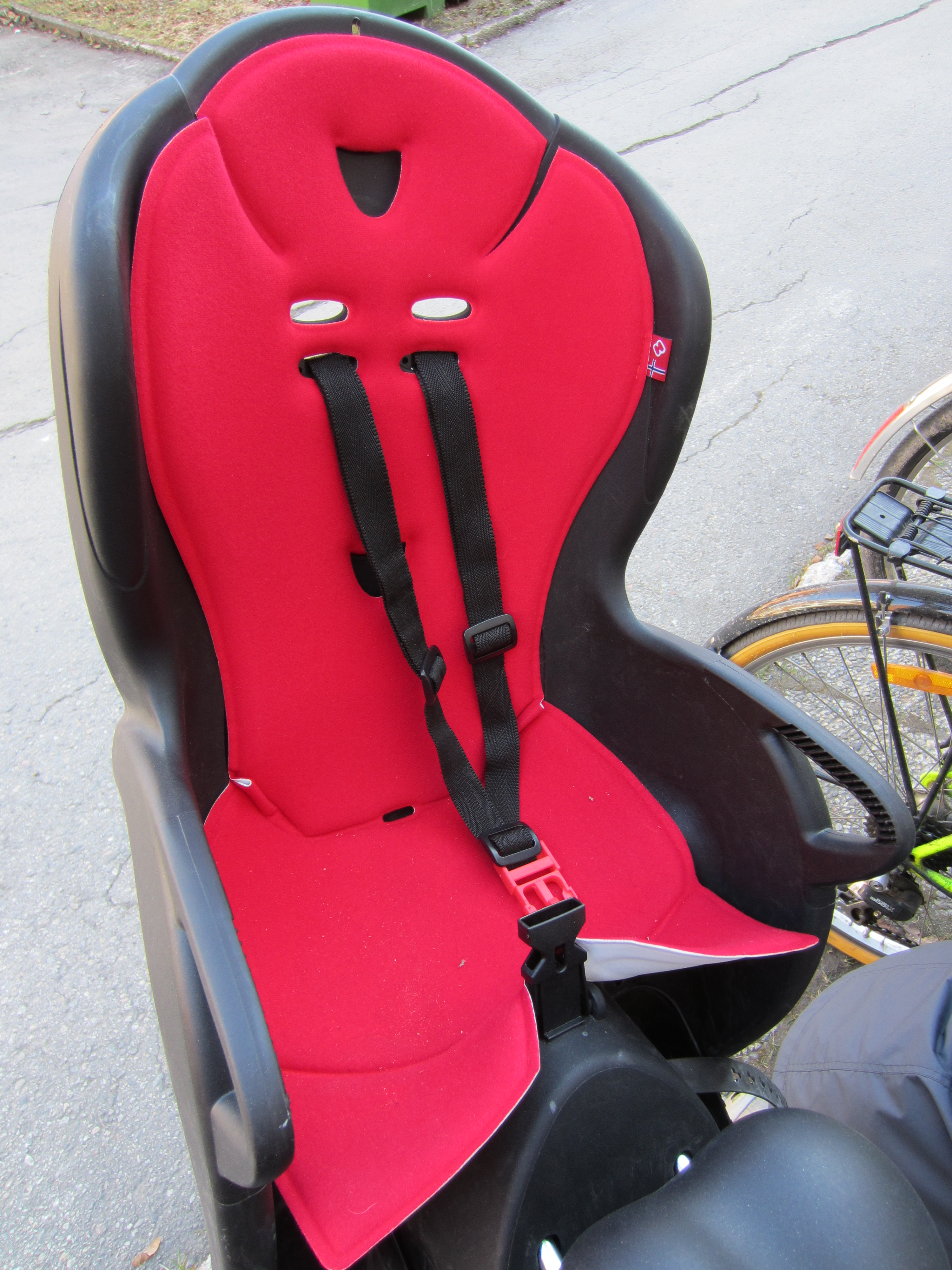
Harnais 3-points sur un siège enfant de vélo.
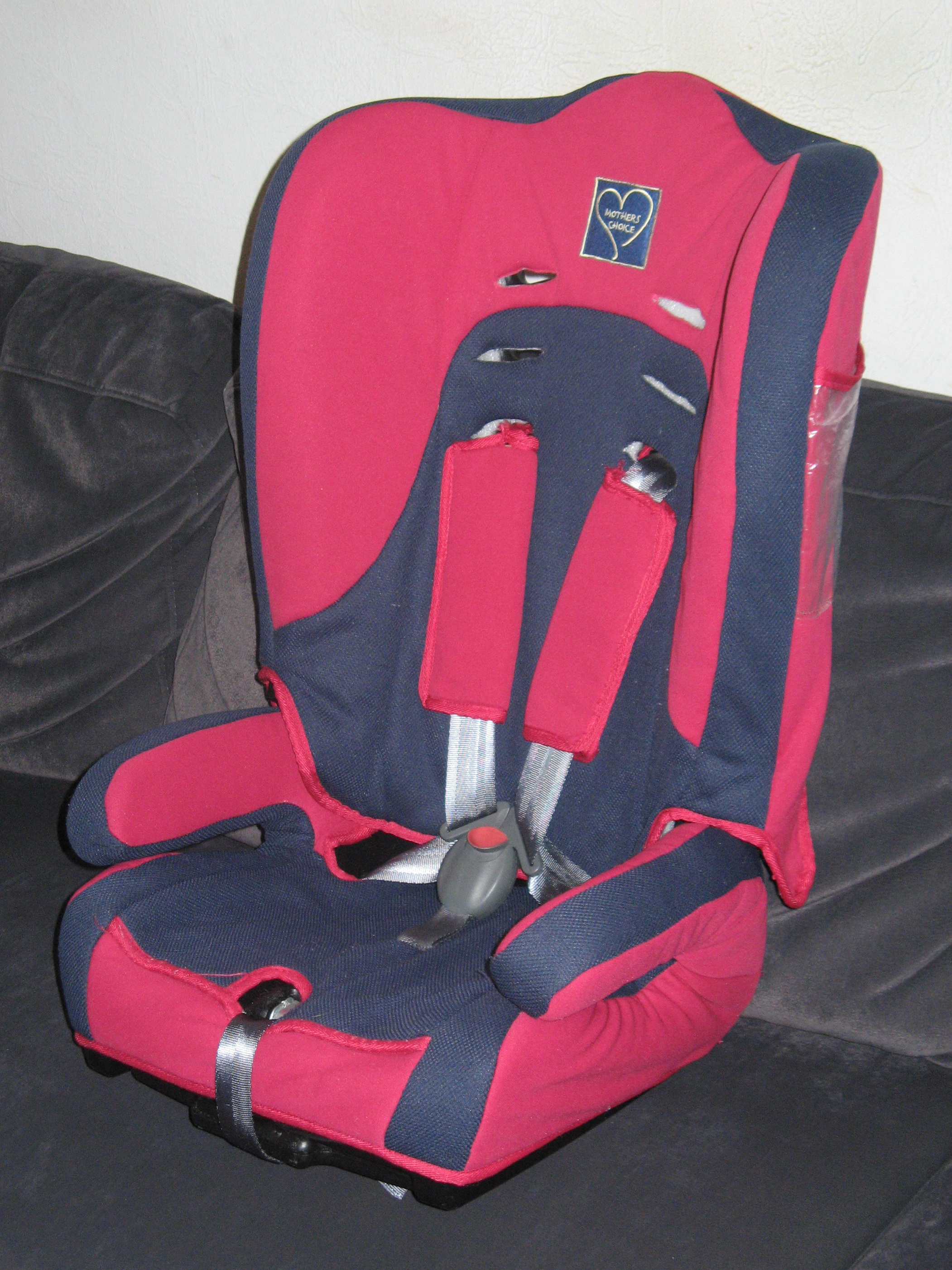
Harnais 5-points sur un siège enfant.
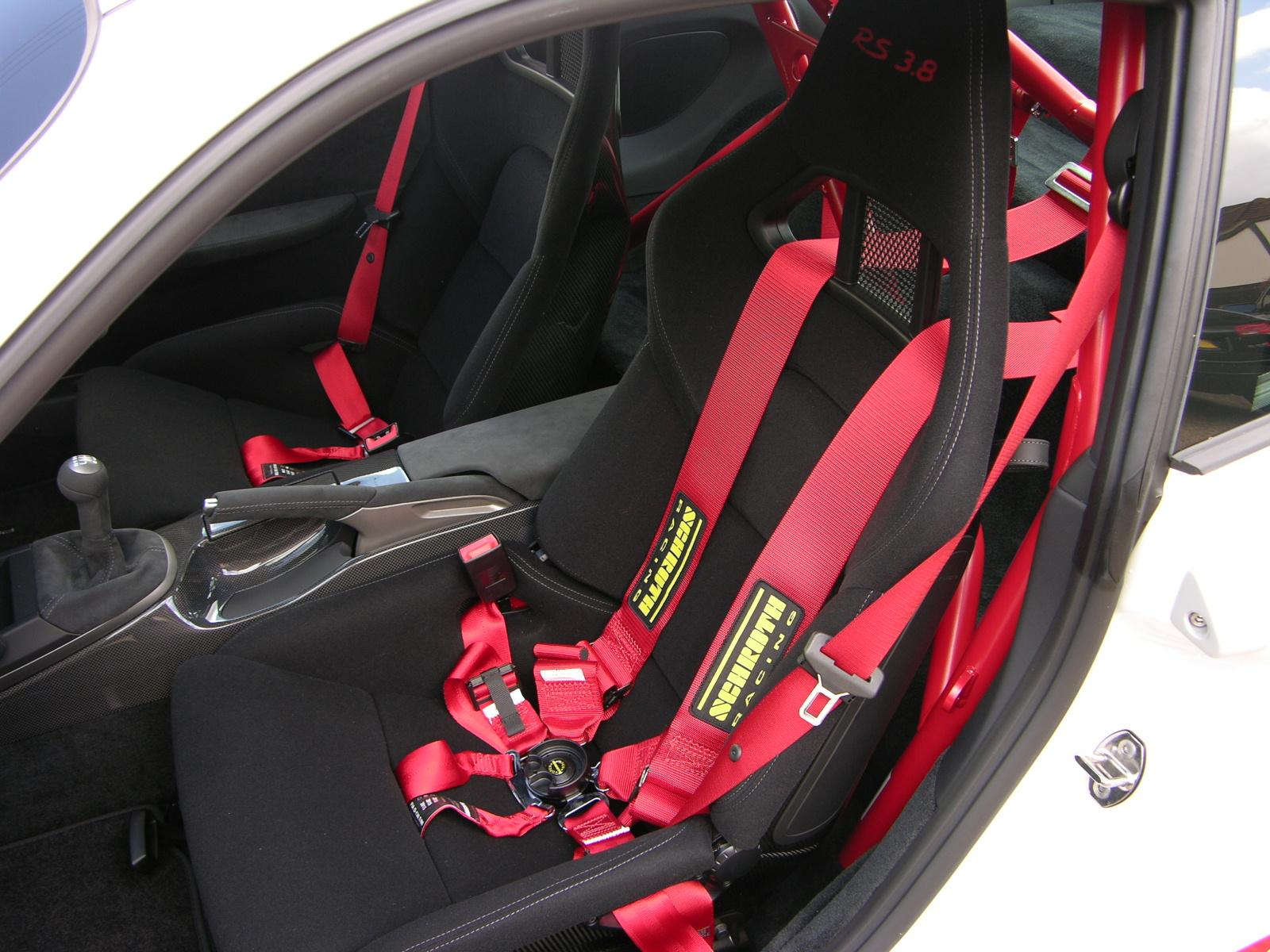
Harnais 6-points de compétition automobile.

## Origine et évolution

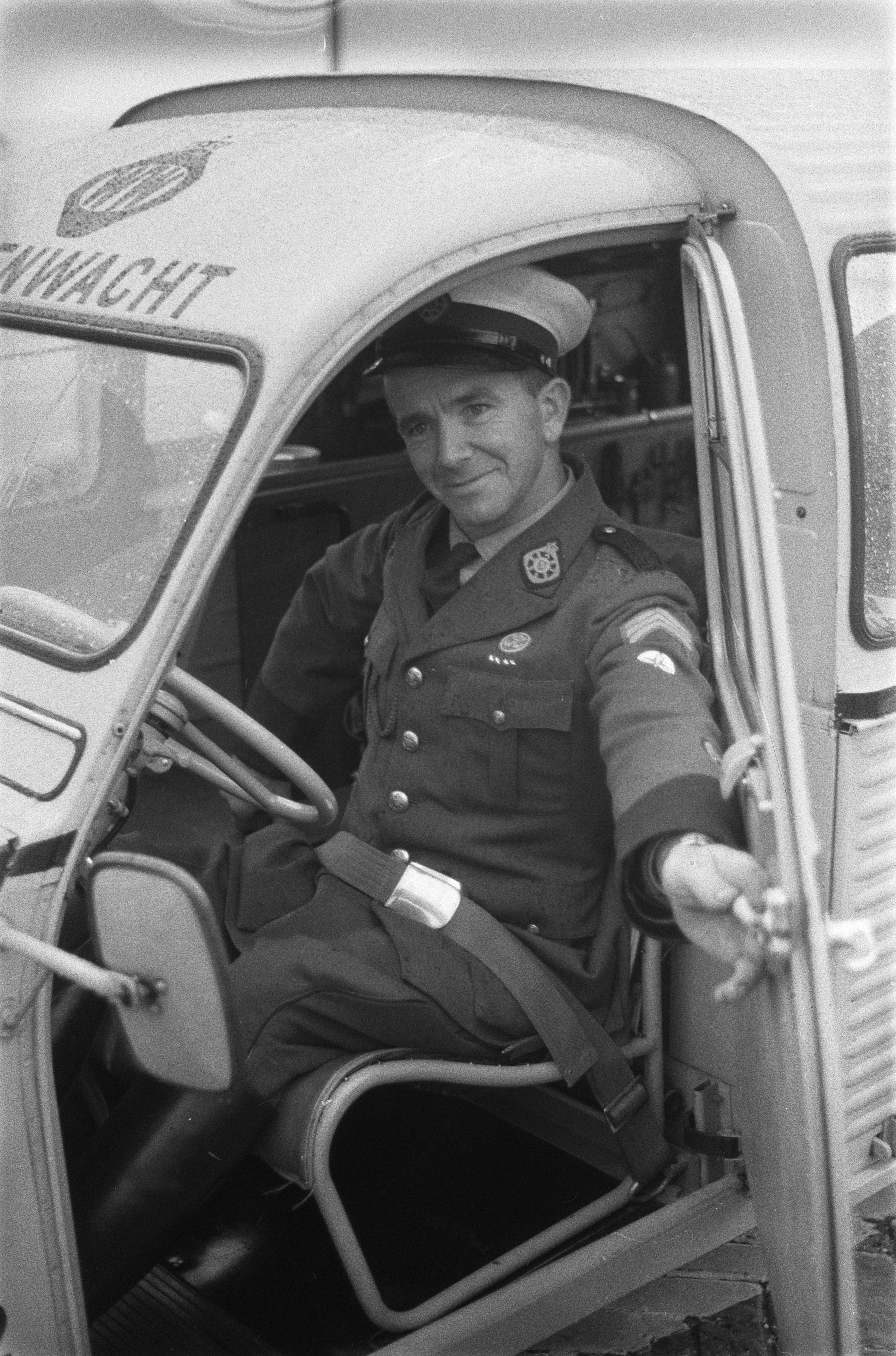
Manueller Beckengurt, 1960 (Pkw)

Le pionnier de l'aéronautique George Cayley invente un harnais rudimentaire pour le siège de son planeur au début du XIXe siècle.
Le premier test d'un harnais en automobile date de la course Paris-Marseille-Paris en 1896, évitant ainsi aux pilotes d'être éjectés dans les virages. En 1903, le canadien Gustave Désiré Lebeau dépose le brevet de « bretelles protectrices pour voitures automobiles » destinées à retenir les passagers d'un véhicule. Dans les années 1950, le colonel John Paul Stapp, médecin militaire américain de la United States Air Force améliore le modèle sur un véhicule lancé à plus de 200 km/h lors d'un crash test. Cette ceinture est adoptée en aéronautique puis sur des automobiles haut de gamme. La ceinture trois points en Y est expérimentée par Roger W. Griswold et Hugh DeHaven (en) (brevet en 1955) mais provoque encore de graves traumatismes au niveau du foie et de la rate. L'ingénieur Nils Bohlin recruté par Volvo brevette en 1959 la ceinture de sécurité moderne en installant des points d'ancrage pour des ceintures trois points avec une sangle abdominale et une sangle diagonale. L'entreprise décide alors de laisser le brevet libre de droits et les autres constructeurs ont pu profiter de cette avancée. Elle est montée en équipement standard pour la première fois la même année dans la Volvo Amazon et dans la Volvo PV 544. Ce sont les premiers modèles de série à en être équipés.
Les Jaguar MK1 et MK2 ont des ancrages prévus également mais la ceinture reste une option.
En France, les premières ceintures de sécurité des voitures à partir de 1966 environ étaient facultatives. Depuis 1970, les constructeurs doivent prévoir des ancrages. En juillet 1973, le port de la ceinture de sécurité devient obligatoire hors agglomération. La mesure est étendue aux agglomérations en 1979. En janvier 1990, le port de la ceinture de sécurité  devient obligatoire à l’arrière.
Durant plusieurs années, elles devaient s'ajuster entièrement manuellement. En 1975, René Pouget, ingénieur pour PSA brevette des toutes nouvelles ceintures à enrouleurs à cliquet beaucoup plus pratiques. Ce système équipe encore les voitures d'aujourd'hui.

## Principe de fonctionnement d'une ceinture à enrouleur

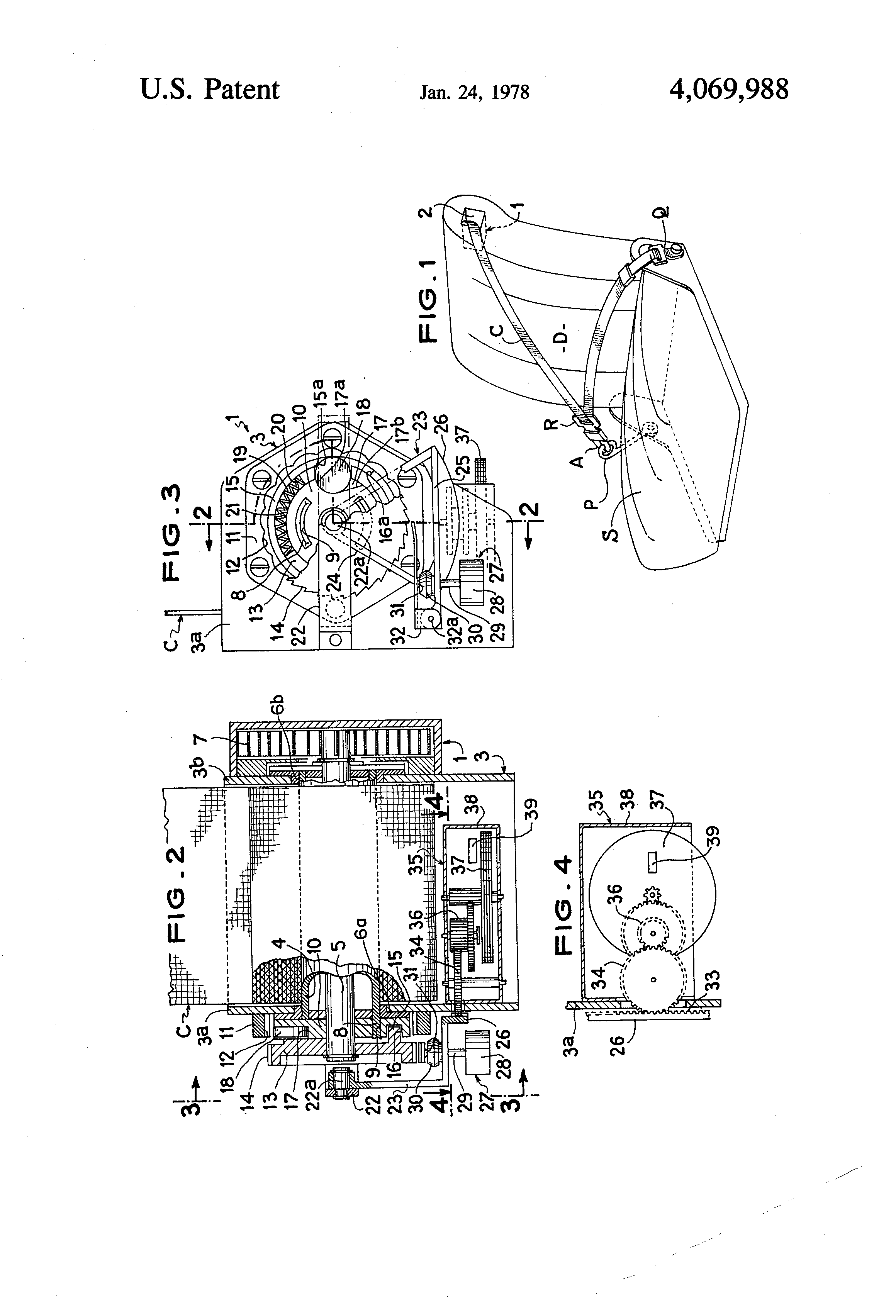
Système enrouleur de ceinture de sécurité.

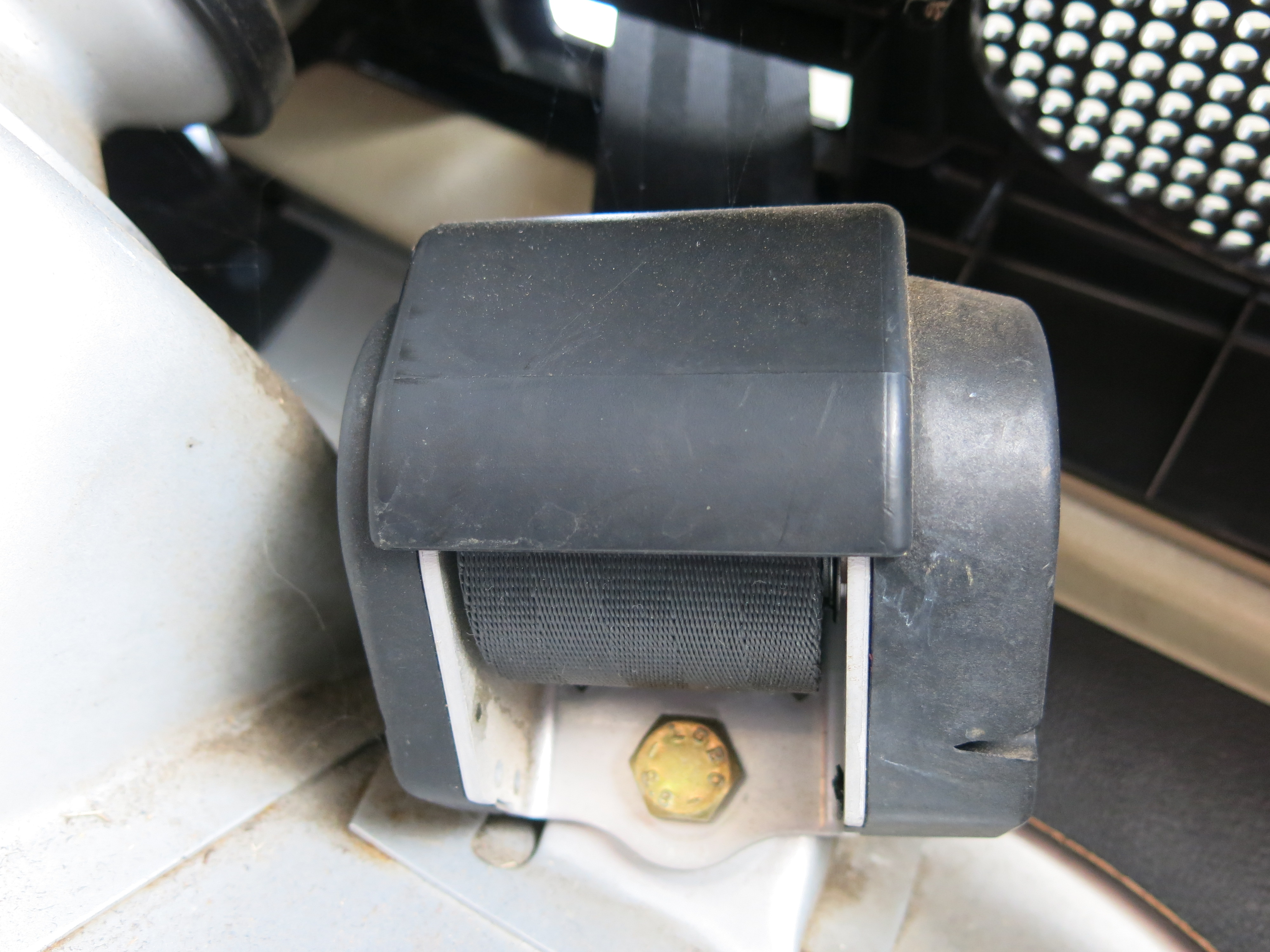
Enrouleur

La ceinture de sécurité est constituée d'un boîtier qui contient un ressort de rappel et un système à inertie. Un cliquet bloque la ceinture en cas de déroulement trop rapide du ruban la constituant, situé au départ dans un boitier cylindrique.
Si le passager tire énergiquement sur celle-ci, volontairement ou non en cas de choc ou freinage brutal, le dépassement du seuil d'accélération toléré de 0,8 à 2 G, occasionne par inertie un blocage du cliquet dans l'une des dents d'un disque d'inertie cranté situé dans le boitier enrouleur, verrouillant le déroulement du ruban.
Un système de ressort léger ramène la ceinture sans forcer sur le thorax du passager, puis réenroule la ceinture dans son logement automatiquement en fin d'utilisation.

## Sauver des vies
En absence de ceinture de sécurité, les dommages liés à un accident augmentent :

### Véhicule routier
Les occupants peuvent être projetés sous l'effet des fortes accélérations brutales inattendues, les chocs avec l'habitacle pouvant causer de graves blessures :
- Dans le cas d'un choc frontal, correspondant à un arrêt brusque (très forte décélération propulsant les passagers par inertie vers l'avant), le conducteur et le passager avant risquent de subir des chocs aux genoux, causant des plaies mais aussi des fractures des fémurs par flambage), des traumatismes thoraciques pouvant mettre en danger l'appareil respiratoire) dû au choc sur le volant ou la devanture, et surtout à la tête contre le pare-brise.
- Dans le cas de tonneaux, les occupants vont venir percuter le toit ;
- Un passager arrière peut percuter le siège avant et donc causer un choc supplémentaire aux passagers avant ;
- Les occupants peuvent être éjectés et être blessés par la chute ou la collision avec un obstacle.

La ceinture de sécurité peut sauver la vie de celui qui s’attache avec, ainsi que celle des autres passagers à bord d'une voiture : une étude ayant expertisé les dégâts causés par les personnes non attachées après un accident, a conclu que si un passager n’attache pas sa ceinture, le risque de décès pour les autres passagers au cours d’un accident est plus important car le corps du passager non ceinturé est comparable à un projectile pour les autres occupants du véhicule[réf. nécessaire].
À l'arrière, la ceinture de sécurité est susceptible de prévenir près de deux tiers des décès.
D'autre part d'après l'Organisation mondiale de la santé (OMS), en cas d’accident, le port de la ceinture de sécurité réduit le risque de décès de 40 % à 65 % pour les passagers assis à l’avant et de 25 % à 75 % pour les passagers à l’arrière. Le port de la ceinture de sécurité n’est obligatoire à l’avant et à l’arrière des voitures que dans 57 % des pays.
| % tués sans ceinture par rapport au % avec ceinture (États-Unis)                                                       |
| --- |
| Pour des raisons techniques, il est temporairement impossible d'afficher le graphique qui aurait dû être présenté ici. |
| Source : 2000-2015 NHTSA; 1995-2000 (arrondi) NHTSA.                                                                   |

En 2001, en France, les non ceinturés sont davantage blessés et subissent des blessures plus graves, alors que la ceinture est portée par la majorité des occupants:
- en 2019, la ceinture est portée en véhicule de tourisme par[26]:
  - 99,5% à l'avant hors agglomération (autoroutes) sur véhicules de tourisme
  - 98,8% à l'avant en petite agglomération sur véhicules de tourisme
  - 98,9% à l'avant en grande agglomération sur véhicules de tourisme
  - 91% à l'arrière hors agglomération  (autoroutes)
  - 81% à l'arrière en grande agglomération
- en 2006 la ceinture est portée par 83 % (à l'arrière) à 98 % (à l'avant) des occupants.
- en 2000 la ceinture à l'avant est portée par 96 % (sur autoroute) à 75 % (en ville) des occupants.

| Gravité des blessures selon le port de la ceinture                                                                     |
| --- |
| Pour des raisons techniques, il est temporairement impossible d'afficher le graphique qui aurait dû être présenté ici. |
| Source : Le Rachis traumatique: actualités, 2001.                                                                      |

### Véhicule aérien ou attraction
En cas d'accélération supérieure à une chute libre, le passager risque en outre d'être éjecté vers le haut, toutefois les risques de collision sont beaucoup plus rares que sur route dû à la presque absence d'obstacles.
Dans un avion, la ceinture est portée pour le décollage, l'atterrissage et lors de fortes turbulences, en particulier lors de traversées d'orages.

## Traumatisme de ceinture
Lors d'un accident, la pression et le frottement de la ceinture peuvent provoquer des traumatismes typiques si le choc est violent : brûlure du thorax, fracture du sternum et fracture de côte. C'est la raison pour laquelle la ceinture est une sangle large, ce qui permet d'augmenter la surface de contact et donc de réduire la pression ; c'est aussi pour cela que, lorsque c'est possible, les sièges enfant sont installés dos à la route : l'effort de décélération est réparti sur toute la surface de contact du corps avec le siège.
Ces traumatismes sont bien moins importants que ceux subis en absence de ceinture.
Les traumatismes de ceinture sont plus graves si la ceinture n'est pas bien ajustée. Par exemple, pour réduire la gêne occasionnée par le port de la ceinture, certaines personnes portent la ceinture de manière lâche ; elles utilisent une pince pour que l'enrouleur ne tende pas la ceinture, ou bien, si la ceinture ne dispose pas d'enrouleur, elles ne la serrent pas. En cas d'accident, le corps commence son mouvement et a déjà acquis une certaine vitesse par rapport à l'habitacle au moment où il rencontre la ceinture ; il se produit donc un choc et ainsi un traumatisme de ceinture plus grave. D'autre part, la personne se rapproche des obstacles de l'habitacle (tableau de bord, toit) dont la ceinture est destinée à les garder.
Le prétensionneur est un dispositif destiné à tendre la ceinture lors d'un choc frontal. Cela permet d'annuler le jeu (espace libre) entre la ceinture et la personne, et de diminuer la déformation élastique de la ceinture sous l'effet des efforts de choc. Par contre, si l'accident n'est pas un choc frontal, le dispositif ne se déclenche pas au moment du choc, mais il risque de se déclencher après, le système de déclenchement pouvant être abîmé par l'accident. Un tel déclenchement intempestif va faire bouger la victime et risque donc d'aggraver ses blessures.

## Droit par pays

### Canada

#### Common law
En common law canadienne, le port de la ceinture de sécurité a des incidences importantes sur les assurances. Le conducteur a une obligation de diligence de prendre des mesures raisonnables pour prévenir les blessures prévisibles .

#### Québec
D'après le Code de la sécurité routière du Québec, l'omission de porter la ceinture de sécurité entraîne l'inscription de 3 points d'inaptitude sur son dossier.

### Belgique
En Belgique, une victime d'accident de la route n'a été couverte par la partie adverse que partiellement, dans la mesure où l'assurance de la partie adverse ainsi qu'un tribunal ont considéré que celle-ci était responsable du non port de la ceinture de sécurité, un élément ayant aggravé les blessures subies par la victime.

### France
Le Code de la route réglemente l'utilisation de la ceinture de sécurité en France dans les automobiles :
- l'article R 412-1 du code de la route[32] oblige à porter la ceinture lorsque le siège en est équipé ;
- le même article exempte certains usagers : les personnes dont l'état médical contredit le port de la ceinture, les chauffeurs de taxi, les conducteurs ou passagers d'un véhicule d'intérêt général prioritaire ou d'une ambulance « en intervention d'urgence », les agents de service public devant s'arrêter souvent (typiquement la distribution postale) et les employés de livraison porte-à-porte ;
- selon l'article R 412-2 du Code de la route[33], c'est au conducteur de s'assurer que les mineurs sont bien attachés ;
- des règles particulières s'appliquent aux convois militaires (art. 412-5).

Les constructeurs ont l'obligation de prévoir des ancrages depuis septembre 1966. Le port de la ceinture de sécurité est devenu obligatoire à l'avant des véhicules de tourisme et hors agglomération en juillet 1973. Elle l'est devenue en agglomération en 1979. Puis, en janvier 1990, elle est devenue obligatoire à l’arrière. Le port de la ceinture dans les transports en commun est devenu obligatoire en 2003,.
En France, le décret du 9 juillet 2003 impose le port de la ceinture de sécurité au conducteur et aux passagers des véhicules de transport en commun de personnes lorsque le siège qu'ils occupent est équipé d'une ceinture.

### Union européenne
Dans l'UE, les non port de ceinture font partie des infractions pouvant être échangées entre les pays membres dans le cadre de la Directive (UE) 2015/413 du Parlement européen et du Conseil du 11 mars 2015 facilitant l'échange transfrontalier d'informations concernant les infractions en matière de sécurité.

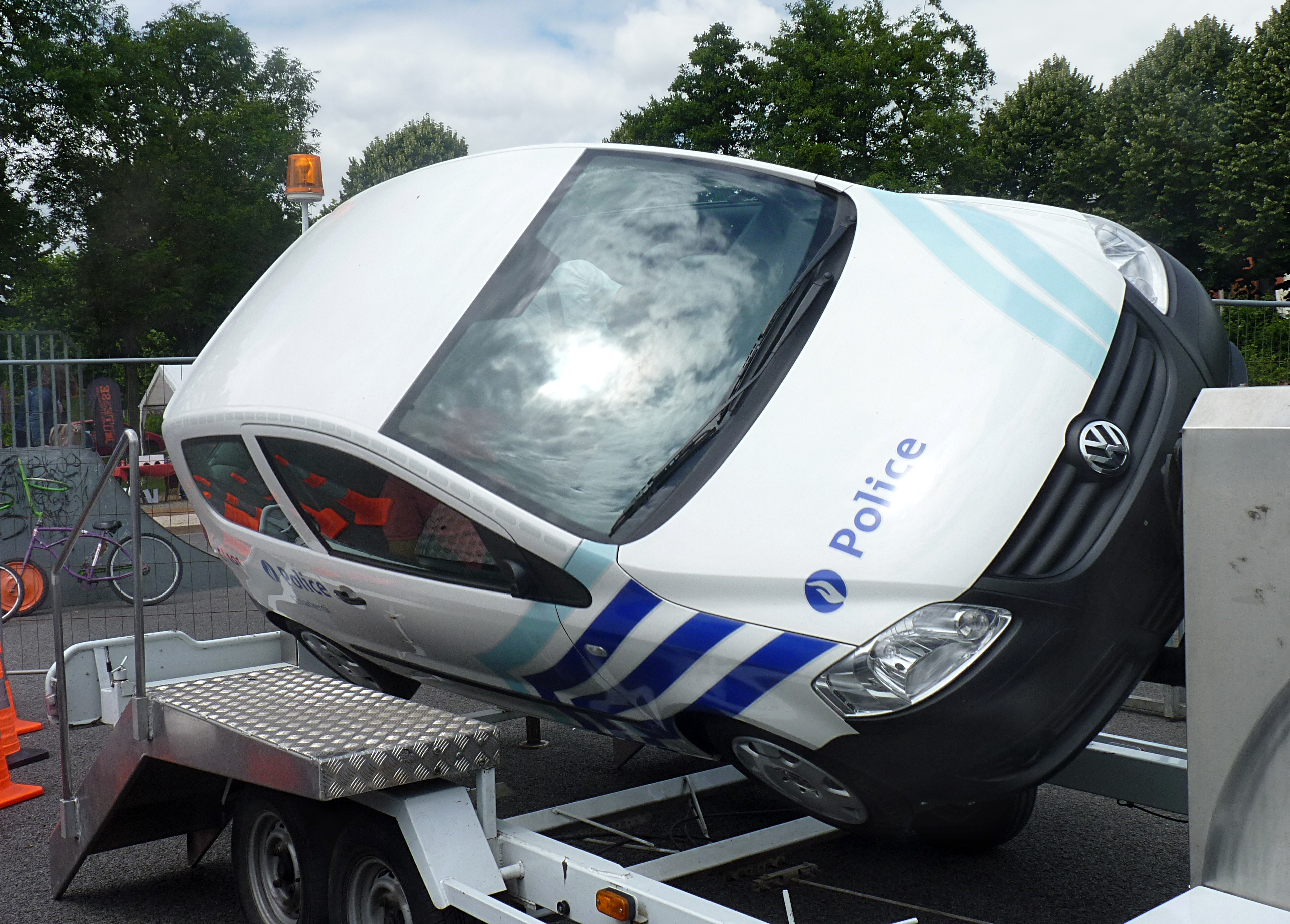
Simulateur de renversement.

« Il est largement reconnu que les ceintures de sécurité sont l’une des caractéristiques de sécurité des véhicules les plus importantes et les plus efficaces. Les systèmes de témoin de port de la ceinture de sécurité ont donc la capacité d’éviter des décès ou d’atténuer des blessures en augmentant les taux de port de la ceinture de sécurité dans l’ensemble de l’Union. Pour cette raison, au titre du règlement (CE) no 661/2009, le système de témoin de port de la ceinture de sécurité a été rendu obligatoire pour le siège conducteur dans toutes les voitures particulières neuves depuis 2014, en application du règlement no 16 des Nations unies, qui établit les dispositions techniques correspondantes. À la suite de la modification de ce règlement des Nations unies afin de prendre en considération les progrès techniques, il est obligatoire d’équiper tous les sièges, avant et arrière, des véhicules des catégories M1 et N1, ainsi que tous les sièges avant des véhicules des catégories N2, N3, M2 et M3, d’un système de témoin de port de la ceinture de sécurité, à partir du 1er septembre 2019 pour les véhicules à moteur d’un nouveau type et du 1er septembre 2021 pour tous les véhicules à moteur neufs. »

— Règlement (UE) 2019/2144 — du parlement européen et du conseil — du 27 novembre 2019

### Japon
Le port de la ceinture de sécurité à l'arrière d'un véhicule au Japon est obligatoire depuis 2008, mais seuls 43 % des passagers respectaient cette règle en 2022 (78 % sur les autoroutes).

## Apprentissage
La ceinture de sécurité est considérée comme un sujet entrant dans le cadre de l'examen du permis de conduire européen par la Directive 2006/126/CE
L'expérience peut être simulée à l'aide d'un simulateur de renversement.